# PyGTK
PyGTKはPythonでGUIを構築するためのクロスプラットフォームなライブラリである。PyGTKは自由ソフトウェアであり、LGPLの下で配布されている。PyQt・PySide・wxPythonがそれぞれQtやwxWidgetsのラッパーであるように、PyGTKはGTKのラッパーである。PyGTKの元々の開発者はGNOMEの著名な開発者であるジェームズ・ヘンストリッジである。現在の主な開発者は6人であり、他にパッチやバグレポートを提供している多くの協力者がいる。PyGTKはOLPCプロジェクトでアプリケーションを動かす環境として選ばれている。PyGTKの開発者や関係者はirc.gnome.org上のIRCチャンネル上で見つけることができる。
PyGTKはGTKのバージョン3への移行を段階的に廃止され、Pythonやその他の言語におけるGObjectのバインディングであるPyGObjectへと置き換えられる。これはGTKとバインディング間の更新の遅延を解消すること、開発者のメンテナンスの負担を軽減することを目的としている。

## Hello World
```
import
 
gtk

def
 
create_window
():

    
window
 
=
 
gtk
.
Window
()

    
window
.
set_default_size
(
200
,
 
200
)

    
window
.
connect
(
'destroy'
,
 
gtk
.
main_quit
)

    
label
 
=
 
gtk
.
Label
(
'Hello World'
)

    
window
.
add
(
label
)

    
label
.
show
()

    
window
.
show
()

create_window
()

gtk
.
main
()

```

## PyGTKを用いたソフトウェア
- Anaconda
- BitTorrent
- Deluge
- Emesene
- Exaile
- Ex Falso
- Flumotion
- Gajim
- gDesklets
- Gedit
- GIMP
- GNOME Sudoku
- GRAMPS
- Guake Terminal
- Gwibber
- Jokosher
- OpenERP
- PiTiVi
- puddletag
- PyMusique
- PyChess
- Pybliographer
- Quod Libet
- ROX Desktop
- Ubiquity (Ubuntuのインストーラ)
- Ubuntuソフトウェアセンター
- Wing IDE